# Unión Nacional Izquierdista Revolucionaria
Pour les articles homonymes, voir Unir.
L'Unión Nacional Izquierdista Revolucionaria (UNIR ou Union nationale de gauche révolutionnaire) est un ancien parti politique colombien. Créé en octobre 1933 par Jorge Eliécer Gaitán et Carlos Arango Vélez, il disparaît en 1935 à la suite du départ de Gaitán qui retourne au sein du Parti libéral.

## Naissance
En octobre 1933, Jorge Eliécer Gaitán et Carlos Arango Vélez décident de créer Unión Nacional Izquierdista Revolucionaria. En décidant de créer une troisième force politique en Colombie dans un contexte latino-américain marqué par l'émergence de leaders et de mouvements populistes dans toute la région, l'objectif de Gaitán est de rompre avec le bipartisme et l'hégémonie des deux grands partis historiques : conservateur et libéral.

Les fondateurs de l'UNIR.
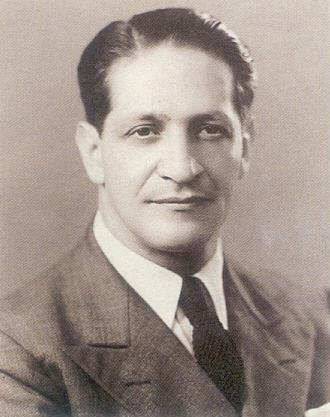
Jorge Eliécer Gaitán
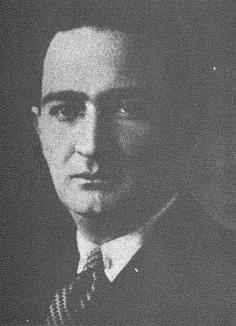
Carlos Arango Vélez

## Programme politique
Gaitán souhaite y développer sa conception politique tant au niveau idéologique qu'organisationnel. Il met en place une action politique permanente, organise des  commissions locales et cherche à créer des mécanismes permettant une relation étroite entre les dirigeants et leurs partisans. Dans le périodique de l'UNIR créé en 1933, Unirismo qui sort rapidement 15 000 exemplaires toutes les semaines, sont notamment publiés des informations nationales et internationales, des analyses politiques ainsi que des dessins révolutionnaires de David Alfaro Siqueiros et d'autres peintres. En plus d'Unirismo qui est distribué à Bogota, des journaux régionaux de l'UNIR sont publiés sous différents noms à Socorro, Medellín, Barranquilla, Campoalegre et Pereira. Selon le programme El manifesto del unirismo entièrement rédigé par Gaitán, les principales orientations globales énoncées sont :
- la réalité détermine les concepts, pas le contraire ;
- la réalité fondamentale est de nature économique ;
- les bases de la politique sont donc des relations économiques et non des principes abstraits ;
- il existe deux forces opposées : les détenteurs des moyens de production et ceux qui ne peuvent que fournir la main d’œuvre ;
- dans cette lutte, l'État est l'arbitre qui intervient dans le processus économique et social afin d'assurer la justice sociale et  d'empêcher l'exploitation de l'homme par l'homme ;
- l'État doit fonctionner selon les principes démocratiques, en faveur de la majorité, c'est-à-dire les démunis en Colombie, et assurer l'égalité pour tous ;
- la réalisation de l'égalité, notamment dans les hautes sphères de l'économie, nécessité une économie planifiée et régulée ainsi que l'intervention de l'État ;
- l'intervention de l'État est basée sur des critères sociaux, à savoir le socialisme d'État.

## Difficultés
Les conservateurs et les libéraux exercent une véritable pression sur l'UNIR et ses membres. Ainsi, le secrétaire général de l'UNIR de la ville de Socorro, Pedro Elias Jurado, est assassiné. Plusieurs membres sont arrêtés de façon arbitraire ou subissent des manœuvres d'intimidation par la police. D'autres voient même leurs maisons détruites. Une manifestation présidée par Gaitán à Fusagasugá, le 4 février 1934,  est réprimée violemment par la police et un groupe de libéraux, entraînant la mort de quatre personnes. En octobre 1934, moins de deux ans après la création de l'UNIR, une rumeur circule sur la réintégration probable de Gaitán au sein du Parti libéral. Elle semble se confirmer, puisque lors des élections législatives du 26 mai 1935, il est inscrit sur une liste proposée par les libéraux et non sur une de l'UNIR qui a pourtant des candidats en lice. En plus des pressions subies par l'UNIR, Gaitán est conscient des difficultés qu'il va devoir affronter pour mettre en place son programme politique sans le soutien du parti libéral. Ainsi, en 1935, il abandonne le parti qu'il a créé pour réaliser ses ambitions personnelles, constatant qu'il est impossible de mettre fin au monopole des libéraux et des conservateurs sur la scène politique. Son départ entraîne la dissolution de l'UNIR la même année. Selon Fermín López Giraldo, un des membres de l'UNIR, Gaitán aurait secrètement accepté l'offre des libéraux qui lui proposaient un siège à la chambre des représentants.

### Ouvrage utilisé
- (en) Richard E. Sharpless, Gaitan of Colombia : A Political Biography, University of Pittsburgh Pre, 1978, 240 p. (ISBN 9780822984672)

1. ↑  p. 74
2. ↑  p. 75-76
3. ↑  p. 79-80
4. ↑  p. 81
5. 1 2  p. 82
6. ↑  p. 83

### Autres références
1. 1 2 3  (es) Iván Marín Taborda, « Ficha bibliográfica : Jorge Eliécer Gaitán », Bibliothèque Luis Ángel Arango (consulté le 24 septembre 2012)
2. ↑  (es) Malik Tahar Chaouch, « La presencia de una ausencia: Jorge Eliécer Gaitán y las desventuras del populismo en Colombia », Araucaria (Revista Iberoamericana de Filosofía, Política y Humanidades), 2009 (consulté le 4 janvier 2013)
3. ↑  (es)« Revolución postergada », Semana, 1er juin 1998 (consulté le 24 septembre 2012)